# Liste der Ministerien in Ruanda
Die Liste der Ministerien in Ruanda umfasst die Ministerien der Regierung Ruandas.
| Ministerium                                               | Abkürzung  | Website            | Beschreibung                                                                     |
| --------------------------------------------------------- | ---------- | ------------------ | -------------------------------------------------------------------------------- |
| Ministry of Agriculture and Animal Resources              | MINAGRI    | minagri.gov.rw     | Ministerium für Landwirtschaft und Tierressourcen                                |
| Ministry of Defence                                       | MOD        | mod.gov.rw         | Verteidigungsministerium                                                         |
| Ministry of Education                                     | MINEDUC    | mineduc.gov.rw     | Bildungsministerium                                                              |
| Ministry of Environment                                   |            | environment.gov.rw | Umweltministerium                                                                |
| Ministry in charge of Emergency Management                | MINEMA     | minema.gov.rw      | Ministerium, zuständig für Notfallmanagement                                     |
| Ministry of Finance and Economic Planning                 | MINECOFIN  | minecofin.gov.rw   | Ministerium für Finanzen und Wirtschaftsplanung                                  |
| Ministry of Foreign Affairs and International Cooperation | MINAFFET   | minaffet.gov.rw    | Ministerium für auswärtige Angelegenheiten und internationale Zusammenarbeit     |
| Ministry of Gender and Family Promotion                   | MIGEPROF   | migeprof.gov.rw    | Ministerium für Geschlechter- und Familienförderung                              |
| Ministry of Health                                        | MoH        | moh.gov.rw         | Gesundheitsministerium                                                           |
| Ministry of ICT and Innovation                            | MINICT     | minict.gov.rw      | Ministerium für IKT (Informations- und Kommunikationstechnologie) und Innovation |
| Ministry of Infrastructure                                | MININFRA   | mininfra.gov.rw    | Infrastrukturministerium                                                         |
| Ministry of Interior                                      | MININTER   | mininter.gov.rw    | Innenministerium                                                                 |
| Ministry of Justice                                       | MINIJUST   | minijust.gov.rw    | Justizministerium                                                                |
| Ministry of Local Government                              | MINALOC    | minaloc.gov.rw     | Verwaltungsministerium                                                           |
| Ministry of Public Service and Labour                     | MIFOTRA    | mifotra.gov.rw     | Ministerium für öffentlichen Dienst und Arbeit                                   |
| Ministry of Sports                                        | MINISPORTS | minisports.gov.rw  | Ministerium für Sport                                                            |
| Ministry of Trade and Industry                            | MINICOM    | minicom.gov.rw     | Ministerium für Handel und Industrie                                             |
| Ministry of Youth and Arts                                | MINIYOUTH  | miniyouth.gov.rw   | Ministerium für Jugend und Kunst                                                 |
| Minister in Charge of Cabinet Affairs                     |            | primature.gov.rw   | Minister für Kabinettsangelegenheiten/Amt des Premierministers                   |
| Minister in The Office of The President                   |            |                    | Minister im Präsidialamt                                                         |
| Ministry of National Unity and Civic Engagement           | MINUBUMWE  | minubumwe.gov.rw   | Ministerium für nationale Einheit und bürgerschaftliches Engagement              |